# Bataille de Bagradas
Pour l’article homonyme, voir Bataille de Bagradas (49 av. J.-C.).
Guerre des Mercenaires
Batailles
-240 Bataille d'Utique

-240 Bataille de Bagradas

-238 Bataille du défilé de la Scie

-238  Siège de Tunis

-238 Bataille de Leptis Minor
La bataille de Bagradas, également appelée bataille de Macar, eut lieu en 239 av. J.-C., opposant le général Hamilcar Barca de Carthage aux mercenaires assiégeant la ville d'Utique et la première victoire majeure des Carthaginois lors de la guerre des Mercenaires.
Hamilcar fut sorti de sa retraite pour remplacer Hannon le Grand, à la suite de sa défaite à la bataille d'Utique. Grâce à ses éléphants de guerre, Hamilcar put traverser les lignes mercenaires et briser ainsi le siège d'Utique et redonner à Carthage l'accès à son arrière-pays.